# Quand le destin s'en mêle (film)
Pour plus de détails, voir Fiche technique et Distribution.
Quand le destin s'en mêle (About Fate) est une comédie romantique américaine réalisée par Maryus Vaysberg et écrite par Tiffany Paulsen, sortie en 2022.
Il s'agit d'un remake du film soviétique de 1976 L'Ironie du sort.

## Distribution
- Emma Roberts (VF : Daniela Labbé Cabrera) : Margot Hayes
- Thomas Mann (VF : Donald Reignoux) : Griffin Reed
- Madelaine Petsch (VF : Diane Dassigny) : Clementine Pratt
- Lewis Tan (VF : Yoann Sover) : Kip
- Britt Robertson (VF : Camille Donda) : Carrie Hayes
- Fikile Mthwalo (en) (VF : Corinne Wellong) : Dana
- Jared Troilo (VF : Loïc Guingand) : Brian
- Cheryl Hines (VF : Marie-Frédérique Habert) : Judy Hayes
- Dennis Staroselsky (VF : Loïc Guingand) : Sam
- Meeghan Holaway (en) (VF : Delphine Saley) : Flour
- Ken Cheeseman (en) : Paul Hayes
- Kevin Pasdon (VF : Françoua Garrigues) : Joey
- Ricardo Pitts-Wiley (VF : Philippe Catoire) : Charlie
- Rose Weaver (en) : Hazel
- Wendie Malick (VF : Colette Marie) : Nancy Reed

 Source et légende : version française (VF) sur RS Doublage